# De granda papiljan
De granda papiljan is het 85ste stripverhaal van Jommeke. De reeks wordt getekend door striptekenaar Jef Nys.
"Granda papiljan" vertaalt letterlijk als "grote vlinder" uit het Esperanto.

## Verhaal
Op een dag gaan Jommeke, Filiberke en professor Gobelijn op zoek naar een reuzenvlinder, de granda papiljan. Maar Anatool verneemt dit en volgt onze vrienden om deze vlinder zelf te kunnen vangen. Hij zet de inheemse bevolking tegen onze vrienden op waardoor deze gevangengenomen worden.